# Codex Hermogenianus
Der Codex Hermogenianus (so die bezeugte Bezeichnung in Ostrom; in Westrom: Hermogenianus oder Corpus Hermogeniani, generell kurz: CH) war eine kompilierte Privatsammlung von Kaiserkonstitutionen (leges) des epiklassischen Juristen Hermogenian aus dem Jahr 295 n. Chr. Der Kodex ist nicht direkt überliefert, sondern wird aus späteren Rechtsquellen rekonstruiert. Er gehört in die Zeit des nachklassischen Rechts.

## Geschichte des Codex
Es wird vermutet, dass der Codex in seiner großen Masse vom Herausgeber selbst entworfene kaiserliche Reskripte enthielt. Das sind die Bescheide zu Anträgen römischer Bürger, die konkrete Rechtsfragen zu individuellen Einzelfällen geregelt haben wollten. Hermogenian stand von 293 bis April 295 in den höchsten Diensten des Kaisers Diokletian und übte für ihn den Vorsitz in seiner Libellkanzlei als magister libellorum aus.
Ebenso wie beim Codex Gregorianus handelte es sich um ein Gesetzgebungswerk, das vermutlich sogar einen festen Bestandteil der Ausbildungsliteratur ausmachte. Im Laufe der Zeit erlangte der Codex den Charakter eines Rechtsbuches, das unter Theodosius II. als offizielle Quelle der beinhalteten Konstitutionen anerkannt wurde. Beide Werke unterlagen einer für die Spätantike typischen Ordnungs- und Sammelleidenschaft. Von Interesse waren besonders die zuletzt promulgierten Rechtsvorschriften. Hermogenian verzichtete auf eine systematische Unterteilung in einzelne Bücher (libri), seine Aufmerksamkeit galt mehr der Stoffgliederung, aus der etwa 100 Sachtitel hervorgingen. Ausweislich der Forschungsergebnisse soll der Codex Hermogenianus weniger anspruchsvoll aufgebaut gewesen sein als sein vorgenanntes Schwesterprojekt. Auch sein Umfang lag bei einem Drittel des Codex Gregorianus. Die Konstitutionen waren ohne Nennung des erlassenden Kaisers inskribiert, dafür unter Angabe des Namens des Adressaten.
Grundsätzlich berücksichtigte der Codex Hermogenianus die Titelabfolge des Codex Gregorianus. Hermogenian verknüpfte diverse Rechtsmaterien aber auch so miteinander, dass sich sachlogisch gegensätzliche Einzeltitel innerhalb einer Rubrik in einem Kombinationstitel begegnen konnten. So schuf er den Gesamttitel De pactis et transactionibus. De pactis war ein tradierter Einzeltitel, der aus einem prätorischen Edikt stammte und materiell-rechtliche formfreie Vereinbarungen behandelte. Dieser wurde sodann mit dem erstmals im Codex Gregorianus aufgekommenen Einzeltitel De transactionibus zusammengefasst, welcher gerade an rechtliche Formen gebundene Rechtsgeschäfte behandelte, insbesondere zu deren Begründungsakt. In der Forschung wird allerdings vermutet, dass die Materien aus bisher nicht nachvollzogenen Gründen wohl nicht aufteilbar gewesen sein müssen und sich ein derartiges Vorgehen daher aufdrängte. Auch diejenigen Titel, die den Problemkreis schikanöser Klagen zum Inhalt hatten, bereiten Mühen bei der Einordnung, denn sie werden mit dem bereicherungsrechtlichen Komplex der Zuvielforderungen zu einem Gesamttitel De calumniatoribus et plus petendo verschmolzen. Soweit die Systematik des Hochklassikers Gaius, ausweislich dessen Werk, den Institutionen, derart unterschiedliche Titelinhalte noch klar differenzierte und diese auch gestaltungssystematisch weit auseinanderlegte, so wurde diese Trennschärfe bei Hermogenian aufgehoben.
Bei der Bündelung sachgleicher Themen hingegen entwickelte Hermogenian durchaus dogmatischen Spürsinn. Den auf etwa zehn Einzeltitel sich verteilenden gregorianischen Katalog über die Gerichtsstände verkürzte er auf lediglich einen. Auch die prätorischen Bereicherungsklagen, das Deliktsrecht oder rechtshängige Bußansprüche verkürzte er (Titel: Ex delictis defunctorum quemadmodum conveniantur successores).

## Fortentwicklung
Im Gegensatz zum Codex Gregorianus oder auch zum Codex Iustinianus wurde und wird der Codex Hermogenianus in dogmatischer Hinsicht als eher unbefriedigendes Werk bewertet. Genauso ergeht es dem Codex Theodosianus. Die Verfasser der Digesten hatten sich deshalb der Systemlogik der beiden erstgenannten Werke angeschlossen. Der Codex Hermogenianus fand allerdings mittelbaren Niederschlag im Codex Iustinianus, weil er als Bestandteil der Lex Romana Visigothorum dort aufgenommen wurde. Auch soll, nach Auskunft des aus Rom stammenden Dichters Sedulius, Hermogenian in den Jahren 306 und 319, möglicherweise auch 320, Neuausgaben des Codex bewirkt haben. Das Material dazu dürfte aus den Archiven des Ostens bezogen worden sein. Unklar bleibt, was die Neuauflagen mit sich brachten. Die Ausschaltung des Kaisers Maxentius wird in rechtlicher Konsequenz für die Nachwelt aus dem Codex Theodosianus im Jahr 313 ersichtlich, ebenso die radikale Tilgung licinischer Konstitutionen. Weil aber der Codex Iustinianus licinische Inskriptionen aus den Jahren 314 bis 319 aufweist, scheidet der Codex Theodosianus als Quelle nicht nur definitiv aus, sondern legt nahe, dass Hermogenian in seiner Neuauflage von 306 tüchtig und später sporadisch nachgetragen haben muss.
Weiterverarbeitungen der im Codex enthaltenen Buchauszüge der ulpianischen Ad Sabinus libri LI – sie richteten sich an den Begründer der Rechtsschule der Sabinianer, Masurius Sabinus (1. Jahrhundert) – finden sich in den der Lehranstalt von Beirut zugeordneten Scholia Sinaitica. Der Codex Hermogenianus soll zudem maßgebenden Einfluss auf den Inhalt der Sententiae Syriacae gehabt haben. Neben dreiundzwanzig Reskripten aus dem Codex Gregorianus fanden zwei hermogenianische Reskripte Einlass in die Lex Romana Visigothorum des tolosanischen Königs Alarich. Zehn der gregorianischen und beide hermogenianischen Reskripte wurden dabei mit einer Auslegungsanleitung (interpretatio) versehen, die ursprünglich der Erläuterung der klassischen Rechtstexte diente und heute überdies Aufschlüsse über Bedeutung und Inhalt des spätantiken römischen Rechts gibt.

## Verbreitung
Nicht so stark wie der Codex Gregorianus, gleichwohl nachspürbar, gibt es Rezeptionen des Codex Hermogenianus in verschiedenen Provinzen des Reichs. Im 5. und 6. Jahrhundert lassen sich sechs Meldungen über den Codex im gallischen Raum nachweisen, eine sogar aus dem 9. Jahrhundert. Im italischen Raum wird er zwischen 300 und 500 n. Chr. viermal erwähnt, in Africa einmal und im römischen Osten im 5. und 6. Jahrhundert ebenfalls siebenmal.